# Absolute Music 12
Absolute Music 12 er en kompilation i serien Absolute Music udgivet den 31. juli 1996. Nogle af sangene udkom senere på The Best Of Absolute Music 10-11-12.

## Spor
1. Sting – "Let Your Soul Be Your Pilot"
2. Eros Ramazzotti – "Più Bella Cosa"
3. Fool's Garden – "Lemon Tree"
4. Take That – "How Deep Is Your Love"
5. Joan Osborne – "One Of Us"
6. Tina Turner – "Whatever You Want"
7. Robert Miles – "Fable"
8. Lis Sørensen – "Held Og Lykke"
9. George Michael – "Jesus To A Child"
10. Mike Flowers Pops – "Wonderwall"
11. Cher – "One By One"
12. Papkasseshow – "Kender Du Det? (Mona Mona)"
13. Simply Red – "We're In This Together"
14. Lars H.U.G. – "Waterfall"
15. Backstreet Boys – "I'll Never Break Your Heart"
16. Robyn – "Do You Know (What It Takes)"
17. Gina G – "Ooh Aah... Just A Little Bit"
18. Landsholdet & Big Fat Snake – "Big Boys In Red And White"